# 名電一宮駅
もしかして
- 名鉄一宮駅

ではありませんか？